# Hackathon
Ett hackathon (efter hack- och -athon), hackaton på svenska, är ett evenemang där programmerare träffas för att programmera och inspireras av varandras färdigheter i att skriva kod. Ett hackaton innebär för det mesta att deltagarna programmerar på vad de vill, hur de vill, under fria former. Ett hackaton varar vanligtvis i 24 timmar eller över en helg. Det finns även hackatons där man utvecklar, ändrar eller förbättrar fysiska artefakter. Ordet myntades 1999.
Hackatons har släktskap med demopartyn, som förekom på 1990-talet och hade ett större fokus på grafik och ljud. Hackatons har även släktskap med lanpartyn, med fokus på nätverksspel.

## Historik
Ordet "hackaton" är en nybildning på orden hacker och maraton, där "hack" används i dess betydelse av lekfull, utforskande programmering. Ordet verkar ha myntats parallellt av utvecklare av OpenBSD och marknadsförare på Sun; båda började använda begreppet under 1999.
Hos OpenBSD användes ordet första gången i samband med ett utvecklarevenemang i Calgary 4 juni 1999, där tio programmerare samlades för att arbeta tillsammans inom området kryptering. Evenemanget var lösningen på de legala hindren för export av krypteringsprogram från USA. Hos Sun syftade den första användningen av ordet på ett evenemang på JavaOne-konferensen 15–19 juni 1999, där deltagarna utmanades att skriva ett program i Java för den nya handdatorn Palm V. Det evenemanget marknadsfördes som the Hackathon.
I Sverige är Hack for Sweden ett av de största hackaton som arrangeras, med ett par hundra deltagare årligen. Andra årligen återkommande hackathons är Openhack och Gothenburg Startup Hack.